# Jacques Verrion
Jacques Auxille Verrion, vicomte d'Esclans, est un homme politique français, né le 14 septembre 1759 à Callas et mort le 3 août 1826 à La Motte (Var). 

## Biographie
Jacques Auxille Verrion naît le 14 septembre 1759 à Callas, en Provence. Il est le fils de Jacques Verrion, médecin, et de son épouse, Marie-Anne Firminy.
Commissaire des guerres, Jacques Auxille Verrion est élu député du Var au Conseil des Cinq-Cents le 24 germinal an V et siège avec les modérés. Son élection est annulée lors du coup d’État du 18 fructidor an V.
Il meurt le 3 août 1826 à La Motte.

## Sources
- « Jacques Verrion », dans Adolphe Robert et Gaston Cougny, Dictionnaire des parlementaires français, Edgar Bourloton, 1889-1891 [détail de l’édition]